# نورثنگر ابی
نورثنگر ابی (انگلیسی: Northanger Abbey) رمانی از جین آستن است. نورثنگر ابی در سال ۱۸۱۸ (یک سال پس از مرگ جین آستن) منتشر شد، اما طبق مدارکی که در دست است نویسنده نوشتن آن را در سال ۱۷۹۴ شروع کرده بود. در سال ۱۸۰۳ آن را با عنوان «سوزان» به ناشری سپرد، اما سال‌ها گذشت و کتاب منتشر نشد. جین آستن در سال ۱۸۱۶ متن را بار دیگر برای انتشار آماده کرد؛ در مارس ۱۸۱۷ (چند ماه قبل از مرگش)) نام اثر را به دوشیزه کاترین تغییر داد اما از انتشار آن صرف نظر کرد. بعد از مرگ جین آستن، این اثر با عنوان نورثنگر ابی در دسامبر ۱۸۱۷ چاپ شد. (همراه رمان دیگری به اسم ترغیب (رمان) )
این کتاب، با همین عنوان و توسط رضا رضایی، به فارسی برگردانده شده و نشر نی آن را منتشر کرده است. وهمچنین این اثر با نام صومعه شمالی توسط انتشارات جامی و به قلم زیبای وحید منوچهری واحد ترجمه و به چاپ رسیده است.

## خلاصهٔ داستان
قهرمان این رمان (کاترین مورلند) دختری است پاک و ساده‌دل که عاشق رمان‌های ترسناک آن زمانه است و خودش را در نقش قهرمان این رمان‌ها می‌بیند. بعد از سفر به یک شهر بزرگ و پر رفت‌وآمد با آدم‌های تازه‌ای رو به رو می‌شود و تجربه‌هایی را از سر می‌گذراند و به درکی از واقعیت می‌رسد که با دنیای آن رمان‌ها تفاوت دارد.